# C418
다니엘 로젠펠드(영어: Daniel Rosenfeld, 1989년 5월 9일 ~ )는 독일의 작곡가 및 사운드 엔지니어이다. 온라인 닉네임인 C418로 더 잘 알려져 있다. 2011년에 출시한 마인크래프트의 음악 부분을 담당했다. 또한 "기묘한 이야기의 궁금한 이야기"의 테마곡과 "쿠키 클리커의 사운드트랙을 작사 및 작곡했다. 미국의 록밴드인 Anamanaguchi의 DJ기도 하다.

## 생애
로젠펠드는 1989년 동독 출생으로, 소련 출신 독일계로 금세공인으로 일하던 아버지와 독일인 어머니 사이에서 태어났다. 그는 2000년대 초, 당시로서는 모두 기초적인 도구들이었던 시즘 트래커(schism tracker, 임펄스 트래커의 대중적인 복제판)의 초기 버전과 에이블톤 라이브를 가지고 음악을 만드는 법에 대해 배웠다. 에이블톤 라이브로 작곡하는 법을 가르쳐준 것은 그의 형 해리 로젠펠드로, 해리는 설령 바보라고 해도 이것으로 음악을 성공적으로 만들 수 있다고 말했다. 해리는 C818이라고도 불렸는데, 여기서 따 와 다니엘은 C418이라는 이름을 골랐다. 그는 이 이름이 정말 수수께끼 같고 실제로는 아무 의미도 없다고 주장했다.

### 2002~2009년: 시작
형에게 음악 프로듀싱에 대해 배운 후, 다니엘은 대니 바라노스키가 그의 음악을 웹사이트에 공개해 보라고 제안한 뒤, 밴드캠프에 음악을 공개하기 시작했다.
2007년, 다니엘은 'Blödsinn am Mittwoch'(수요일의 어리석음)이라는 블로그를 시작하여 매주 새로운 음악을 블로그에 글로 올렸다. 같은 시기 그는 게임 개발과 음악에 관심을 가지기 시작하여, 인디 게임 개발 포럼인 TIGSource에 참여하면서 많은 소규모 게임 개발자와 함께하게 되었다. 이 중 다니엘은 "Zombie Dog in Crazyland"와 "Mubbly Tower"의 사운드트랙을 비공식적으로 자신의 옛날 블로그에 공개하였다. 이후 다니엘은 취미로 음반을 만들고 블로그와 밴드캠프에 공개하기 시작하였다.
그가 최초로 공개한 음반은 2007년의 EP였던 "BPS"였다. 직후인 2008년에는 재미삼아 최대한 빠르게, 질보다 양을 우선하여 정규 음반을 만드는 데에 도전하였다. 그 결과 블로그에 BAM #30으로 블로그와 밴드캠프에 "The Whatever Director's Cut"을 올렸다. 이 음반은 1주일도 안돼서 만든 음반으로, 그는 이 음반을 "완전히 쓰레기"라고 생각하여 2013년에 삭제하였다.
또한 2008년, 다니엘은 이전에 블로그에 올렸던 노래들의 리믹스를 포함한 25분 분량의 메들리 "Mixes"를 공개했다. 또한 두 번째 정규 음반으로 공장의 조립 라인에서 일하는 그의 감정을 표현한 "Zweitonegoismus"을 같은 해 공개했다. 다니엘은 공개하기 전에 그의 동료에게 음반을 보여줬는데, 동료는 "왜 그가 아직도 여기서 일하고 있는지" 물었다고 한다.

### 2009~2013년: 마인크래프트, 프리랜서 작곡가, 그리고One
2009년 초, 다니엘은 TIGSource에서 마인크래프트의 제작자인 마르쿠스 페르손(노치)와 협업을 시작했다. 다니엘은 당시 페르손이 작업 중이던 마인크래프트의 음향 효과와 음악을 담당했다. 아직 신생이었던 자바 게임의 음향 엔진은 그다지 효과적이지 못했기 때문에, 다니엘은 음향 효과와 음악을 만드는 데에 창의적으로 접근해야 했다.
2010년 1월, 다니엘은 그의 친구인 조네만(Sohnemann)과의 협업작인 네 번째 정규 음반 "A Cobblers Tee Thug"을 공개했다. 이 음반은 새해에 며칠 만에 같이 만들었고, 함께 정규 LP를 만들기로 재미로 서로 도전하기도 했다.
음반 "circle'은 원래 2008년 동명의 미발표된 제작자 미상의 인디 게임에 사운드트랙으로 넣기 위해 만들어졌다. 이후 2010년 3월에 공개되었다.
2010년 8월, 로젠펠드는 "'Life Changing Moments Seem Minor in Pictures"라는 음반을 공개했다. 로젠펠드가 아직 독일에 살 때 음반을 녹음했는데, 음반을 공개할 당시 로젠펠드는 직장을 그만두고 다른 일을 하고 있었으며, 독일 정부로부터 군 복무를 명 받았다. 음반에는 로젠펠드가 루둠 다레에 출품하기 위해 따로 개발한 게임인 "Ezo"의 오리지널 사운드트랙도 들어가 있었다.
2011년 여러 가지 프로젝트의 노래를 모은 컴필레이션 음반들이 밴드캠프에 무료로 배포되었다. 이때 배포된 음반에는"Little Things", "I Forgot Something, Didn't I" ("72 Minutes of Fame"의 B면), "Seven Years of Server Data"가 있다.
마인크래프트에서 프리랜서로 아직 일하고 있을 무렵, 로젠펠드는 마인크래프트의 운영사였던 모장 스튜디오의 직원은 아니었다. 로젠펠드는 여전히 게임에 들어간 자신의 모든 음악들에 대한 권리를 소유하고 있으며, 마인크래프트의 사운드트래에 들어간 음악들을 모은 두 개의 음반을 내기도 하였다. 첫 번째 사운드트랙인 "Minecraft – Volume Alpha"는 2011년 3월 4일, 그의 밴드캠프 페이지에 디지털 공개되었다.
마인크래프트가 얼리억세스로 일반 대중에게 공개된 후, 마인크래프트는 급속도로 유명해졌다. 그때까지도 조립 라인에서 일하고 있던 로젠펠드는 이때를 기점으로 음악을 자신의 주 수입원으로 삼게 됐다. 이는 그의 2011년 정규 음반인 "72 Minutes of Fame" 창작에 영감을 불러 일으켜 주었다. 이 음반의 내용은 대부분 삶의 방식이 변하게 된 이 순간을 중심으로 전개된다. 또한 이 음반은 (제한적으로나마) 실물이 발매된 첫 음반이다. 가디언은 로젠펠드의 작곡을 브라이언 이노, 에릭 사티와 비교했다. 이는 그들의 음악이 미니멀리즘 성향을 보이며 잔잔한 음악이기 때문이었다.
거의 반 년이 지난 뒤, 마인크래프트의 개발 과정을 담은 다큐멘터리인 "마인크래프트: 스토리 오브 모장"의 제작이 시작되었다. 여기서 로젠펠드는 이 다큐멘터리의 사운드트랙 제작을 의뢰 받았고, 이 사운드트랙은 그의 2012년 음반인 "One"에 포함되어 있다.

### 2013~2016년:Minecraft - Volume Beta,0x10c,그 외 인디 프로젝트
2013년 11월 9일, 로젠펠드는 마인크래프트 공식 사운드트랙의 두 번째 음반인 "Minecraft - Volume Beta"를 공개했다. 음반에 들어간 다수의 새로운 노래는 첫 음반이 만들어질 때에는 없었던 게임의 새로운 요소들, 가령 네더와 엔드 등에 사용되었다. 2020년에는 "Minecraft - Volume Beta"가 고스틀리 인터내셔널을 통해 실물 음반으로 공개되었다. 또한 "Minecraft - Volume Alpha"의 재판도 실물로 발매되었다. 처음에는 유럽에서만 팔렸으나 이후 다시 전 세계에서 판매되었다.
페르손과 로젠펠드는 마인크래프트의 성공 이후 "0x10c"이라는 새로운 게임을 함께 만들기 시작했다. 그러나 페르손이 2013년 8월 게임 작업을 무기한 중단하면서 전혀 공개되지 않았다.
2014년 로젠펠드는 "0x10c"에 넣기 위해 만들었던 음악을 포함한 EP를 공개했다. 로젠펠드는 홍보를 거의 하지 않고, 음반을 공개한다는 트위터 글만 올린 채 해당 EP를 디지털로 공개하였다.

## 음반 목록
- Life Changing Moments Seem Minor in Pictures (2010)
- Minecraft – Volume Alpha (2011)
- 72 Minutes of Fame (2011)
- One (2012)
- Minecraft – Volume Beta (2013)
- 148 (2015)
- Dief (2017)
- Excursions (2018)

## 필모그래피
| 연도 | 제목                           | 감독        | 종류            |
| ---- | ------------------------------ | ----------- | --------------- |
| 2012 | 마인크래프트: 스토리 오브 모장 | 폴 오웬스   | 다큐멘터리      |
| 2017 | 기묘한 이야기의 궁금한 이야기  | 마이클 뎀시 | 텔레비전 시리즈 |